# Istituto Fryderyk Chopin

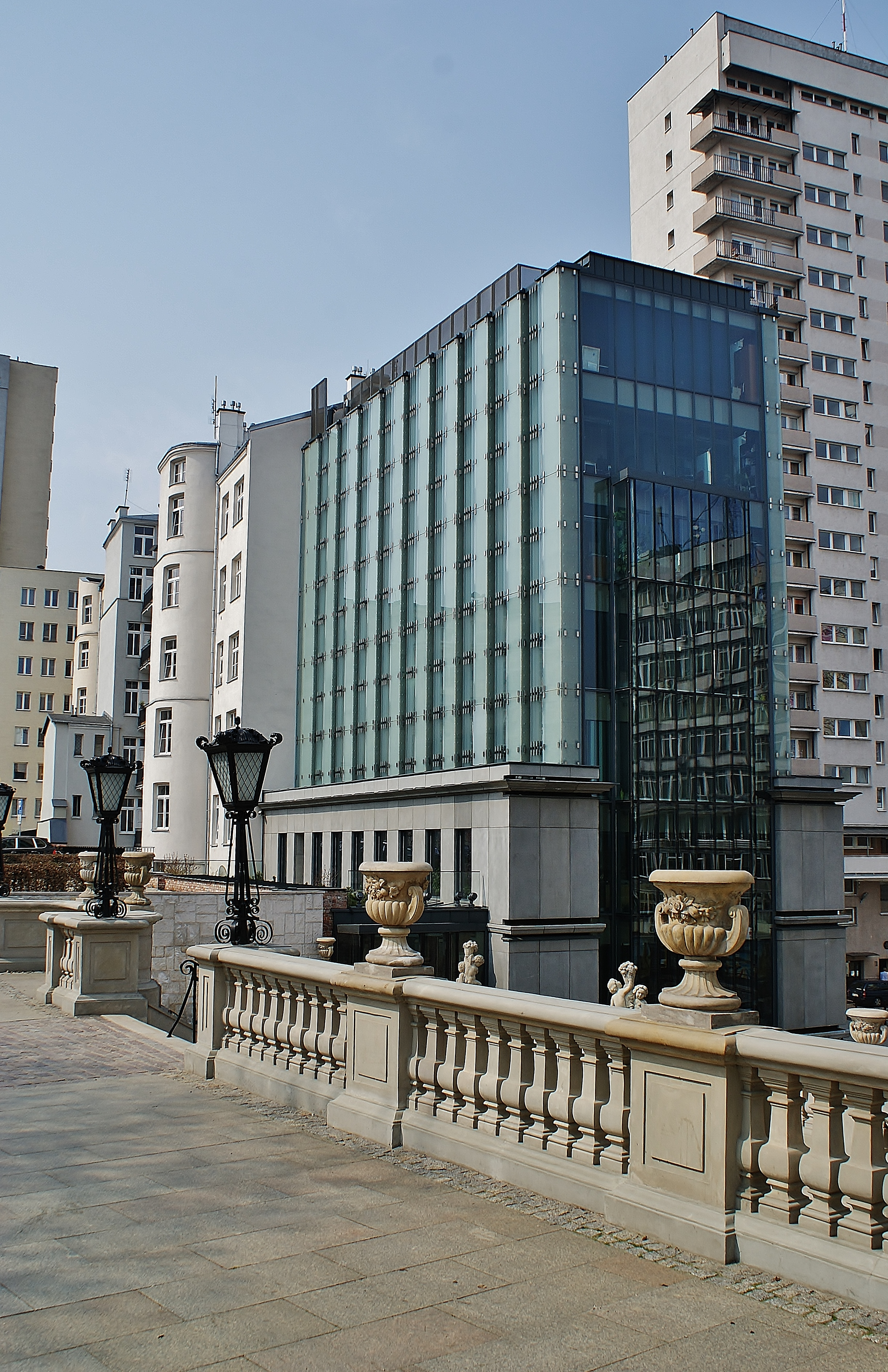
L'Istituto nazionale Fryderyk Chopin

L'Istituto Fryderyk Chopin (in polacco Narodowy Instytut Fryderyka Chopina) fu creato nel 2001 come risultato della legislazione del parlamento polacco.

## Storia
L'Istituto si trova a Varsavia. È dedicato alla ricerca e alla promozione della vita e delle opere del compositore polacco Fryderyk Chopin. Le sue attività comprendono pubblicazioni, organizzazione di concerti, conservazione del patrimonio fisico e artistico di Chopin, monitoraggio dell'uso commerciale del nome di Chopin e gestione di un centro informazioni di Chopin (il sito web dell'Istituto). Tra i suoi progetti di pubblicazione c'è un'edizione facsimile completa delle opere di Chopin, compilata da tutti i manoscritti olografi disponibili, a cura di Zofia Chechlińska.
L'Istituto è l'organizzatore del Concorso pianistico internazionale Fryderyk Chopin quinquennale. Gestisce anche il programma "Giovani talenti" per incoraggiare i giovani pianisti polacchi.
In occasione dell'anniversario della riconquista dell'indipendenza della Polonia l'Istituto organizza anche un festival Chopin e la sua Europa dal 2005. Il festival presenta la musica europea nel contesto dei suoi legami con la vita e il lavoro di Chopin. Uno degli obiettivi del programma del festival sono le esecuzioni storicamente informate, cioè la presentazione delle opere come erano state ascoltate in origine, su strumenti d'epoca. Il festival è organizzato in collaborazione con la Filarmonica di Varsavia, il Teatro Wielki, l'Opera nazionale polacca e Polskie Radio Program II.
Nel 2018 l'Istituto ha organizzato il 1º Concorso Internazionale di Chopin su strumenti d'epoca.